# Radimovice u Želče
Radimovice u Želče település Csehországban, a Tábori járásban. Radimovice u Želče Zhoř u Tábora, Lom, Libějice, Tábor és Planá nad Lužnicí településekkel határos. Lakosainak száma 426 fő (2024. január 1.).

## Népesség
A település lakosságának változását az alábbi diagram mutatja:
| Lakosok száma | 348  | 369  | 311  | 291  | 293  | 389  | 393  | 381  | 369  | 426  |
|               | 1869 | 1900 | 1921 | 1961 | 1980 | 2011 | 2016 | 2019 | 2021 | 2024 |